# NGC 5529
NGC 5529 é uma galáxia espiral (Sc) localizada na direcção da constelação de Boötes. Possui uma declinação de +36° 13' 37" e uma ascensão recta de 14 horas, 15 minutos e 34,0 segundos.
A galáxia NGC 5529 foi descoberta em 1 de Maio de 1785 por William Herschel.